# Lynn Thijssen
Lynn Thijssen est une ancienne joueuse néerlandaise de volley-ball née le 22 août 1992 à Haps. Elle mesure 1,87 m et jouait au poste de centrale. Elle a totalisé 14 sélections en équipe des Pays-Bas. Elle a mis un terme à sa carrière de volleyeuse professionnelle en mars 2018.

## Clubs
| Club             | De        | À         |
| ---------------- | --------- | --------- |
| HAN Volleybal    | 2008-2009 | 2009-2010 |
| Sliedrecht Sport | 2010-2011 | 2013-2014 |
| Istres OPVB      | 2014-2015 | 2014-2015 |
| Sliedrecht Sport | 2015-2016 | 2017-2018 |

## Palmarès
- Championnat des Pays-Bas
  - Vainqueur : 2012, 2013, 2017, 2018.
  - Finaliste : 2014.
- Coupe des Pays-Bas
  - Vainqueur : 2012, 2018.
  - Finaliste : 2017.
- Supercoupe des Pays-Bas
  - Vainqueur : 2013, 2017.
  - Finaliste : 2012, 2015.